# Grande Basílica (Plisca)
A Grande Basílica (em búlgaro: Голямата базилика; romaniz.: Goljamata Basílica) de Pliska é um complexo de palácio religioso único, que inclui uma basílica, um palácio do arcebispo e um mosteiro.
Foi concluída por volta de 875 e era uma das maiores basílicas da Europa naquela época, e dada a difusão do cristianismo — no mundo. O complexo é um importante monumento da cultura búlgara medieval do período cristão — da segunda metade do século IX a meados do século XI. Por cerca de 250 anos serviu como uma catedral e uma igreja principesca, episcopal e monástica. O complexo era o centro da vida espiritual e religiosa da capital Pliska. O complexo era cercado por uma parede de pedra protetora de 4 metros de altura com lacunas. 
A Grande Basílica simboliza a cristianização da Bulgária. 